# نوک‌نهنگ پهن‌دندان
نوک‌نهنگ پهن‌دندان، که در زبان انگلیسی با نام نوک‌نهنگ اندرو (Andrews' beaked whale) شناخته می‌شود، آب‌بازی کم شناخته شده عضو سرده میان‌دندان‌ها است که در آب‌های استرالیا زندگی می‌کند. این نهنگ تاکنون (تا سال ۲۰۰۸) در حیات وحش دیده نشده‌است و تنها از روی نمونه‌های به ساحل افتاده شناخته شده. این گونه نخستین بار توسط رُی چاپمن اندرو، دانشمند و کاشف آمریکایی، در سال ۱۹۰۸ طبقه‌بندی شد. اندرو از روی نمونه‌ای از این جانور که در سال ۱۹۰۴ در زلاندنو پیدا شده بود، این گونه را شناسایی کرد.

## توصیف ظاهری
نوک‌نهنگ پهن‌دندان بدنی همانند دیگر گونه‌های عضو سرده خود دارد با این تفاوت که بدنش سفت‌تر و مقاوم‌تر است. ملون در ارتفاع پایینی نسبت به سر قرار دارد و نوک کوتاه و ضخیم است. فک پایینی از آن رو عجیب است که در میانه خود به میزان زیادی بالا می‌آید و به دندان‌های عاج ختم می‌شود. در دو سوی سر اغلب سایه سفید رنگ وجود دارد که در نرها بیشتر دیده می‌شود. بدن نرها به رنگ خاکستری تیره تا سیاه است که شکلی مانند زین اسب در فاصله میان سوراخ تنفسی و باله پشتی پیدا می‌کند. نرها همچنین جای زخم‌هایی بر روی بدن دارند که در میان اعضای این سرده معمول است. رنگ بدن ماده‌ها قهوه‌ای است با بخش‌های زیرین و باله‌های کناری به رنگ روشن‌تر. جای زخم دندان کوسه‌ها در هر دو جنس دیده می‌شود. طول ماده‌های بالغ حداقل به ۴٫۹ متر و نرها به ۴٫۵ متر می‌رسد. نهنگ‌های تازه به دنیا آمده طولی برابر ۲٫۲ متر دارند.

## گستره و جمعیت
نوک‌نهنگ پهن‌دندان در نیم‌کره جنوبی زندگی می‌کند ولی گستره دقیق آن مشخص نیست. تعداد ۳۵ نهنگ به ساحل افتاده در کرانه‌های استرالیا و زلاندنو و جزیره مک‌کواری و جزایر فالکلند و تریستان دیده شده‌اند. احتمال دارد که این گونه در آب‌های خنک نزدیک قطب جنوب زندگی کند، اگرچه هیچ مشاهده‌ای از آن در این مناطق گزارش نشده‌است.